# Перший факультативний протокол до Міжнародного пакту про громадянські та політичні права
Пе́рший факультати́вний протоко́л до Міжнаро́дного па́кту про громадя́нські та політи́чні права́ — юридично обов'язкова для держав-учасниць міжнародна угода, яка встановлює механізм подання індивідуальних скарг за Міжнародним пактом про громадянські та політичні права.